# De Gaulle, l'éclat et le secret
De Gaulle, l'éclat et le secret (em português: De Gaulle - Prestígio e Intimidade) é uma mini-série de seis episódios de 2020, transmitida pela emissora de televisão francesa France 2. Esta série foi exibida em Portugal na RTP2, entre 7 e 14 de julho de 2020, de segunda a sexta, às 22 horas, a seguir ao "Jornal 2".

## Sinopse
De Gaulle, l'éclat et le secret retrata  a vida do general Charles de Gaulle desde a ocupação da França pela Alemanha Nazista, em 1940, até à sua morte, em 1970, mostrando, também, o lado mais pessoal do líder da França Livre.

## Elenco
- Samuel Labarthe como Charles de Gaulle
- Constance Dollé como Yvonne de Gaulle
- Christopher Craig como Winston Churchill
- Geoffrey Bateman como Dwight D. Eisenhower
- Baptiste Roussillon como François Flohic
- Margaux Chatelier como Élisabeth de Gaulle
- Pierre Rochefort como Philippe de Gaulle
- Cyril Descours como Geoffroy de Courcel
- Éric Naggar como Georges Mandel
- June Assal como Élisabeth de Miribel
- Francis Huster como André Malraux
- Alban Casterman como Philippe Leclerc de Hauteclocque
- Jean-Louis Tribes como Georges Pompidou
- Pierre Aussedat como Georges Thierry d'Argenlieu
- Jean-Michel Noirey como Michel Debré
- François Chattot como Jacques Massu
- Christophe Barbier como Alain Peyrefitte
- Stéphane Jobert : Olivier Guichard
- Saverio Maligno como Maurice Schumann (anos 1940)
- Olivier Claverie como Maurice Schumann (anos 1960)
- Xavier Robic como Claude Guy
- Olivier Pajot como René Coty
- Cyril Gourbet como Jean Moulin
- François Guétary como Maurice Couve de Murville
- Marc Prin como Alain de Boissieu
- Emma Gamet como Geneviève de Gaulle
- Stéphane Bouvet como Georges Bidault
- Rémy Gence como Maurice Thierry

## Episódios
| # | Título original             | Título em Portugal            | Período                        | Exibição original     | Exibição original   |
| - | --------------------------- | ----------------------------- | ------------------------------ | --------------------- | ------------------- |
| 1 | "Solitude"                  | Solidão                       | Junho de 1940-Julho de 1940    | 2 de novembro de 2020 | 7 de julho de 2021  |
| 2 | "Tous les combats du monde" | Todas as Batalhas do Mundo    | Setembro de 1940-Junho de 1944 | 2 de novembro de 2020 | 8 de julho de 2021  |
| 3 | "Liberté, liberté chérie"   | Liberdade, Querida Liberdade  | Agosto de 1944-Maio de 1958    | 2 de novembro de 2020 | 9 de julho de 2021  |
| 4 | "Premier des Français"      | O Primeiro Entre os Franceses | Maio de 1958-Novembro de 1965  | 9 de novembro de 2020 | 12 de julho de 2021 |
| 5 | "Le Chagrin des hommes"     | A Tristeza dos Homens         | Maio de 1968-Junho de 1968     | 9 de novembro de 2020 | 13 de julho de 2021 |
| 6 | "Crépuscule"                | Crepúsculo                    | Abril de 1969-Novembro de 1970 | 9 de novembro de 2020 | 14 de julho de 2021 |

## Produção
As filmagens decorreram de outubro de 2019 a janeiro de 2020 em Nancy, Ambleteuse, Reims e Épernay, mas também em Paris, nomeadamente no Palácio do Eliseu. Algumas cenas foram filmadas em La Boisserie em Colombey-les-Deux-Églises, na verdadeira residência do General de Gaulle.